# Marquesat de la Lapilla
El Marquesat de la Lapilla és un títol nobiliari espanyol creat el 22 de juny de 1643 pel rei Felip IV de Castella a favor de Pedro Rodríguez de Fonseca y Figueroa, II marquès d'Orellana, senyor de la casa de Fonseca, senyor del mayorazgo del dipòsit dels delmes (tercias) del bisbat de Badajoz i senyor de la Lapilla. El marquesat d'Orellana va ser canviat pel de la Lapilla perquè ja existia un altre marquesat amb el mateix nom (Marquesat d'Orellana la Vieja), atorgat a Rodrigo de Orellana y Toledo, XII senyor d'Orellana la Vieja. El rei Carles III va concedir la grandesa d'Espanya a aquest títol el 25 d'abril de 1780, en la persona de Joaquín Centurión y Fonseca, VIII marquès de la Lapilla, V marquès de Monesterio y duca Centurione en el Regne de Nàpols.
La seva denominació fa referència a la devesa de la Lapilla, en el terme municipal de Badajoz, que era propietat de los Fonseca.

## Marquesos de la Lapilla
- Pedro Rodríguez de Fonseca y Figueroa, I marquès de la Lapilla (II marquès d'Orellana fins al 1643);
- María Felipa de Fonseca, II marquesa de la Lapilla;
- Gaspara María de Fonseca y Velaz de Medrano, III marquesa de la Lapilla;
- Baltasara de Fonseca y Velaz de Medrano, IV marquesa de la Lapilla;
- Fausta Melchora Barrón de Fonseca, V marquesa de la Lapilla;
- Rosa María de Fonseca Sámano y Urbina, VI marquesa de la Lapilla;
- María de la Esperanza de Gáceta Girón y Fonseca, VII marquesa de la Lapilla;
- José Joaquín Centurión y Gaceta de Fonseca, VIII marquès de la Lapilla (VII marquès de Monesterio, VI Duca Centurione);
- Nicolás Centurión y Vera de Aragón, IX marquès de la Lapilla;
- María de la Soledad Centurión y Orobio, X marquesa de la Lapilla, IX marquesa de Monesterio;
- Ferran de Fivaller i Centurión, X marquès de la Lapilla;
- Mercè Bernardina de Fivaller i Centurión, XII marquesa de la Lapilla;
- Bernardí de Martorell i Fivaller, XIII marquès de la Lapilla;
- Anna Àgueda de Martorell i Fivaller, XIV marquesa de la Lapilla;
- Francesc de Borja de Martorell i Téllez-Girón, XV marquès de la Lapilla (XXII comte d'Alba de Liste, VII duc d'Almenara Alta, VII marquès d'Albranca, X marquès de Paredes, XI marquès de Villel, XVII duc d'Escalona, XVIII marquès de Villena);
- Maria de la Pietat de Martorell i Castillejo, XVI marquesa de la Lapilla (VIII duquessa d'Almenara Alta, XVIII duquessa de Escalona, VIII marquesa de Albranca, XV marquesa de Monesterio, XI marquesa de Paredes, XIX marquesa de Villena, X comtesa de Darnius);
- Juan Pedro de Soto y Martorell, XVII marqués de la Lapilla.